# Silveira occultus
Silveira occultus är en insektsart som beskrevs av Bo Tjeder 1960. Silveira occultus ingår i släktet Silveira och familjen Psychopsidae. Inga underarter finns listade i Catalogue of Life.